# Leslie
Leslie  è un nome proprio di persona inglese maschile e femminile.

## Varianti
- Femminili: Lesleigh[1], Lesley, Lesli, Lesly[1]
  - Diminutivi: Lessie[1]
- Maschili: Lesley, Lesly
  - Diminutivi: Les[1]

## Origine e diffusione
Riprende un cognome a sua volta derivato da un toponimo, entrambi scozzesi; il toponimo potrebbe originariamente essere derivato dall'espressione gaelica les celyn, che significa "giardino di agrifogli".
È usato come nome sin dal XIX secolo; negli Stati Uniti è stato usato più comunemente al femminile dopo gli anni 1940. Va notato che i diminutivi Lessie e Les sono condivisi anche con altri nomi che cominciano per Les.

## Onomastico
Il nome è adespota, cioè non è portato da alcun santo, quindi l'onomastico si festeggia il 1º novembre, giorno di Ognissanti.

## Persone

### Femminile

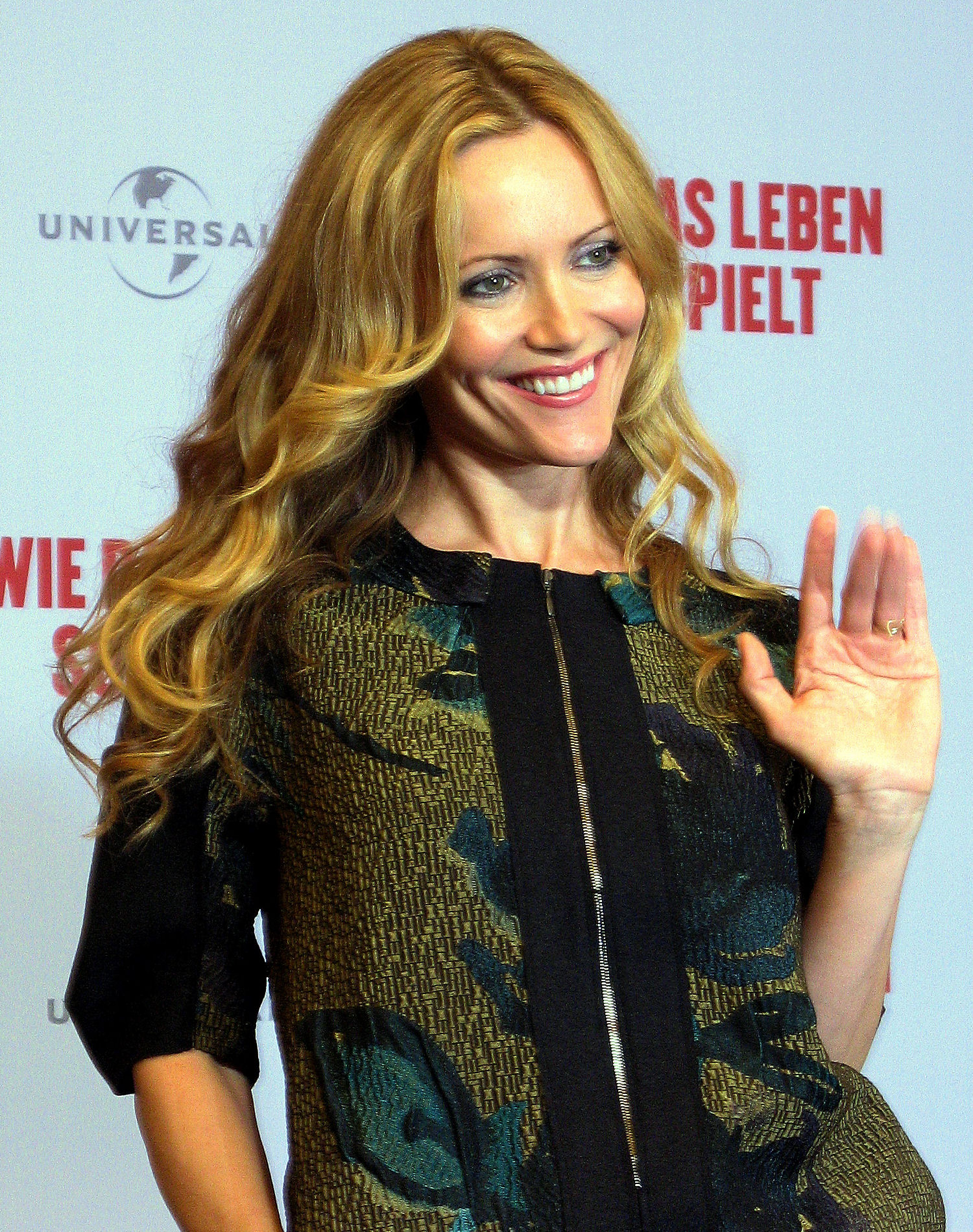
Leslie Mann

- Leslie Bibb, attrice e modella statunitense
- Leslie Caron, ballerina e attrice francese
- Leslie Coutterand, attrice francese
- Leslie Easterbrook, attrice statunitense
- Leslie Feist, cantautrice canadese
- Leslie Hope, attrice canadese
- Leslie Mann, attrice statunitense
- Leslie Parrish, attrice statunitense

### Maschile
- Leslie Banks, attore britannico

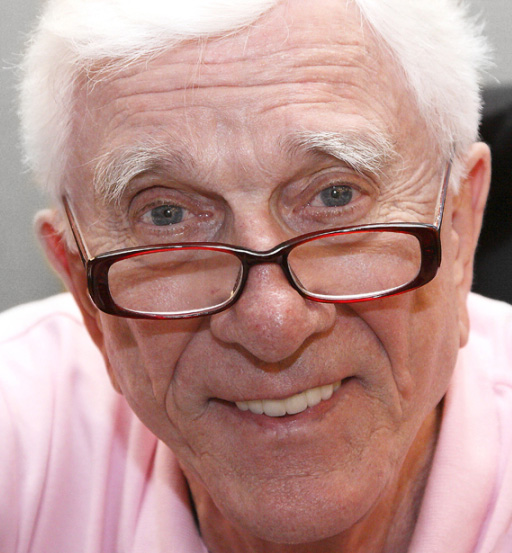
Leslie Nielsen

- Leslie Feinberg, politico, saggista e attivista statunitense
- Leslie Fiedler, critico letterario e scrittore statunitense
- Leslie Graham, pilota motociclistico britannico
- Leslie Henson, attore teatrale, produttore teatrale, regista e cantante di music hall britannico
- Leslie Howard, attore britannico
- Leslie Jordan, attore statunitense
- Leslie Lamport, informatico statunitense
- Leslie Nielsen, attore, comico e doppiatore canadese naturalizzato statunitense
- Leslie Phillips, attore e doppiatore britannico
- Leslie Stephen, critico letterario, filosofo e alpinista britannico
- Leslie Ward, pittore inglese

### Variante femminile Lesley

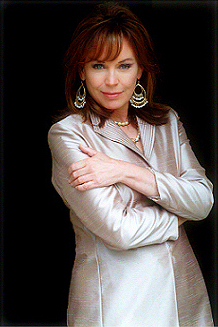
Lesley-Anne Down

- Lesley-Anne Down, attrice britannica
- Lesley Duncan, cantante e musicista britannica
- Lesley Gore, cantante statunitense
- Lesley Hornby, vero nome di Twiggy, supermodella, attrice e cantante inglese
- Lesley Langley, modella britannica
- Lesley Turner, tennista australiana
- Lesley Ann Warren, attrice statunitense
- Lesley Woods, attrice statunitense

### Altre varianti femminili
- Lesli Linka Glatter, regista statunitense
- Lesli Kay, attrice statunitense

### Variante maschile Lesley
- Lesley J. McNair, generale statunitense
- Lesley Selander, regista statunitense
- Lesley Vainikolo, rugbista neozelandese

### Altre varianti maschili
- Les Allen, allenatore di calcio e calciatore inglese
- Lesly Fellinga, calciatore haitiano naturalizzato olandese
- Lesli Myrthil, cestista svedese

## Il nome nelle arti
- Leslie Artz è un personaggio della serie televisiva Lost.
- Leslie Burke è un personaggio del romanzo di Katherine Paterson Un ponte per Terabithia e dei film da esso tratti.
- Leslie Ford era uno pseudonimo usato dalla scrittrice Zenith Jones Brown.
- Leslie Jackson Bauer e Lesley Ann Monroe somo due personaggi della soap opera Sentieri.
- Leslie Luckabee è un personaggio della serie televisiva Lois & Clark - Le nuove avventure di Superman.
- Leslie Thompkins è un personaggio della serie animata Batman.